# 加藤裕己
加藤 裕己（かとう ひろみ、1947年（昭和22年）9月17日 - 2012年（平成24年）1月21日）は、日本の経済学者。専門は、マクロ経済学・経済政策論。元東京経済大学教授。

## 人物
1947年、東京に生まれる。1974年、東京大学経済学部を卒業（吉川洋、伊藤元重、井堀利宏らと同期）、同年、経済企画庁へ入庁。経済協力開発機構（OECD）事務局、東京大学客員教授、内閣府経済社会総合研究所総括政策研究官、内閣府大臣官房審議官(経済財政―分析担当)などを経て、東京経済大学経済学部教授。2012年1月21日、死去。

## 著書
- Ageing and the labor market in Japan : problems and policies（浜田宏一と共著）(E. Elgar 2007年3月7日 ISBN 9781845428495).
- 『日本経済読本』（金森久雄、香西泰と共編）（東洋経済新報社 第17版 2007年4月 ISBN 9784492100189、第18版 2010年4月 ISBN 9784492100233）